# Turze (Dolsk)
Turze (niem. do 1945 r. Thur) – kolonia wsi Dolsk w Polsce, położona w województwie zachodniopomorskim, w powiecie myśliborskim, w gminie Dębno. Wchodzi w skład sołectwa Dolsk. 
W latach 1975–1998 kolonia administracyjnie należała do woj. gorzowskiego.
Według danych z 2015 r. kolonia liczyła 31 mieszkańców.

## Historia
Nazwa Thur została nadana kolonii wsi Dolsk liczącej 15 domów w 1866 r. Polska nazwa Turze została urzędowo nadana w 1949 r.

## Ludność
Liczba ludności w ostatnich trzech wiekach:

## Edukacja
Uczniowie uczęszczają do szkoły podstawowej w Różańsku i gimnazjum publicznego w Smolnicy.